# Kotivka, Huseatîn
Kotivka (în ucraineană Котівка) este localitatea de reședință a comunei Kotivka din raionul Huseatîn, regiunea Ternopil, Ucraina.

## Demografie
Componența lingvistică a localității Kotivka
     Ucraineană (99,38%)
     Alte limbi (0,37%)
Conform recensământului din 2001, majoritatea populației localității Kotivka era vorbitoare de ucraineană (99,38%), existând în minoritate și vorbitori de alte limbi.